# Bjorn Selander
Bjorn Kristian Selander (Hudson, 28 gennaio 1988) è un ex ciclista su strada e ciclocrossista statunitense, professionista dal 2010 al 2016 e in seguito attivo nelle gare nazionali di ciclocross.

## Carriera
Figlio dell'ex ciclista professionista norvegese Dag Selander, cominciò a gareggiare all'età di otto anni, su BMX, per passare solo qualche anno dopo alle competizioni su strada e al cross. Fu campione statunitense di ciclocross nel 2005 fra gli juniores e nel 2007 fra gli Under-23, mentre nel 2008 ottenne una vittoria di tappa su strada al Tour of Belize.
Nel 2009 corse tra le file della Trek-Livestrong, formazione UCI Continental diretta da Axel Merckx, classificandosi quinto (con un secondo posto di tappa) al Tour de Beauce e secondo nella prova a cronometro dei campionati statunitensi élite. Nel 2010 passò professionista con il Team RadioShack: partecipò al Giro d'Italia 2011, vestendo per due giorni la maglia bianca di miglior giovane, e ad alcune classiche, tra cui due edizioni della Parigi-Roubaix.
Nel 2012 si trasferì al team canadese SpiderTech presented by C10, mentre l'anno dopo passò tra le file della formazione Continental Optum. Negli ultimi anni di carriera fu sofferente di continui dolori alla gamba destra, e nel settembre 2015 venne operato per un'endofibrosi arteriosa iliaca alla gamba sinistra; pur rientrato alle corse in maglia Rally Cycling (ex Optum), a causa dei continui dolori lasciò l'attività a fine 2016
Dall'autunno 2017 alla stagione 2018-2019 è nuovamente attivo nel circuito statunitense di ciclocross; nel 2018 partecipa anche alle due prove statunitensi di Coppa del mondo di ciclocross.

## Palmarès

### Ciclocross
- 2004-2005 (Juniores)

Campionati statunitensi, Juniors
- 2005-2006

Rad Racing GP of Cyclocross
Michelob Ultra Gran Prix of Gloucester #2
Beacon Cyclo-Cross
Highland Park Cyclo-cross
- 2006-2007

KLM Marketing Solutions GP
- 2007-2008

Campionati statunitensi, Under-23

### Strada
- 2008 (Waste Management, una vittoria)

2ª tappa Tour of Belize (Orange Walk > Belize City)

#### Altri successi
- 2008 (Waste Management)

3ª tappa Tour of Belize (Hattieville, cronosquadre)

## Piazzamenti

### Grandi Giri
- Giro d'Italia

2011: 129º

### Classiche monumento
- Parigi-Roubaix

2010: ritirato
2011: 72º

### Competizioni mondiali
- Campionati del mondo di ciclocross

Sankt-Wendel 2005 - Juniores: 57°
Zeddam 2006 - Juniores: 6°
Hoogerheide 2009 - Under-23: 27°